# Teilchenphysik
Die Teilchenphysik ist eine Disziplin der Physik, die sich mit der Erforschung der subatomaren Teilchen, insbesondere der Elementarteilchen, befasst. So werden beispielsweise Hadronen theoretisch und experimentell untersucht.

## Inhalte
In der modernen Teilchenphysik werden physikalische Modelle vor allem durch Colliding-Beam-Experimente an Teilchenbeschleunigern überprüft, indem verschiedene Teilchen aufeinandergeschossen werden (beispielsweise Elektronen auf Positronen). Die entstehenden Reaktionsprodukte, deren Verteilung in den Teilchen- und Strahlungsdetektoren sowie die Energie- und Impulsbilanz geben Aufschluss über Eigenschaften schon bekannter oder vermuteter „neuer“ Teilchenarten.
Diese Experimente benötigen beschleunigte Teilchenstrahlen sehr hoher Energie. Deshalb wird oft von der Hochenergiephysik statt der Teilchenphysik gesprochen; diese Bezeichnung wird allerdings auch für schwerionenphysikalische Experimente bei hohen Energien benutzt.
Die Kernphysik beschäftigt sich dagegen mit den Nukleonen bzw. der Struktur des Atomkerns. Die Atomphysik beschäftigt sich mit dem Atom oder Molekülen. Ursprünglich gab und gibt es einzelne Überschneidungen zwischen den genannten Teildisziplinen. Als nach und nach immer mehr Teilchen bekannt wurden, widmete man sich deren Ordnung nach ihren Eigenschaften und begann auch Vorhersagen über noch nicht beobachtete Teilchen aufzustellen. Der gegenwärtige Stand der Teilchenphysik – und viele ihrer Vorhersagen – ist im sogenannten Standardmodell zusammengefasst.

## Standardmodell der Elementarteilchenphysik
Das heutige Wissen über die Elementarteilchen und ihre Wechselwirkungen wird im Standardmodell der Elementarteilchenphysik zusammengefasst. Das Standardmodell erlaubt eine konsistente Beschreibung der starken, der schwachen und der elektromagnetischen Wechselwirkung in Form von Quantenfeldtheorien.
Im Standardmodell existieren zwölf Teilchenarten, welche in Leptonen und Quarks unterteilt werden. Von jeder Quarkart gibt es drei Teilchen und zu jedem Teilchen existiert ein Antiteilchen. Die Kräfte, welche zwischen diesen Teilchen wirken, werden durch den Austausch von Eichbosonen vermittelt. Für die elektromagnetische Wechselwirkung ist dies das masselose Photon, für die schwache Wechselwirkung sind dies die zwei massiven W-Bosonen und das ebenfalls massive Z-Boson, während die starke Wechselwirkung durch acht masselose Gluonen vermittelt wird. Auch gibt es die Annahme, dass ein Graviton existieren könnte, welches die Gravitation vermittelt.
Ein wichtiger Unterschied gegenüber Vorstellungen der Alltagswelt und der klassischen Physik ist, dass das Standardmodell sehr stark holistisch geprägt ist. Verbinden sich mehrere Bausteine zu einem einzigen neuen Gegenstand, stellt man sich klassisch vor, dass die Bausteine im neuen Gegenstand noch vorhanden sind und dort weiterexistieren; bei einem Zerfall des neuen Gegenstandes erhält man wie beim Auseinanderbauen eines Lego-Modells wieder die ursprünglichen Bausteine. Auch im Standardmodell können zwei zusammenstoßende Teilchen (z. B. ein Elektron und ein Positron) sich zu einem einzigen (z. B. einem Photon) verbinden. Das neue Teilchen wird jedoch nicht als aus den beiden ursprünglichen zusammengesetzt gedacht, sondern ist wieder ein „unteilbares“ Elementarteilchen (d. h. ohne innere Struktur). Diese Vorstellung entspricht der Beobachtung, dass das neue Teilchen in Teilchen anderer Arten (z. B. Myonen) zerfallen kann als die, aus denen es entstanden ist.
Im Juli 2012 wurde am CERN außerdem die Entdeckung des massiven Higgs-Bosons verkündet und damit als neues Elementarteilchen ins Standardmodell eingeführt.
Der Higgs-Mechanismus beschreibt das Zustandekommen der Masse der Materie, sowie der schwachen Eichbosonen, als Resultat der Kopplung an das Higgs-Feld.
Es steht aus theoretischen Überlegungen fest, dass das Standardmodell oberhalb bestimmter Teilchenenergien keine korrekte Beschreibung der Welt liefern kann. Aus diesem Grund wurden auch ohne empirische Daten, die auf ein Versagen des Standardmodells hinweisen, Erweiterungen des Standardmodells entwickelt („Beyond the Standard Model“). Davon seien hier die Supersymmetrie und die Stringtheorie genannt.

## Experimentelle Teilchenphysik

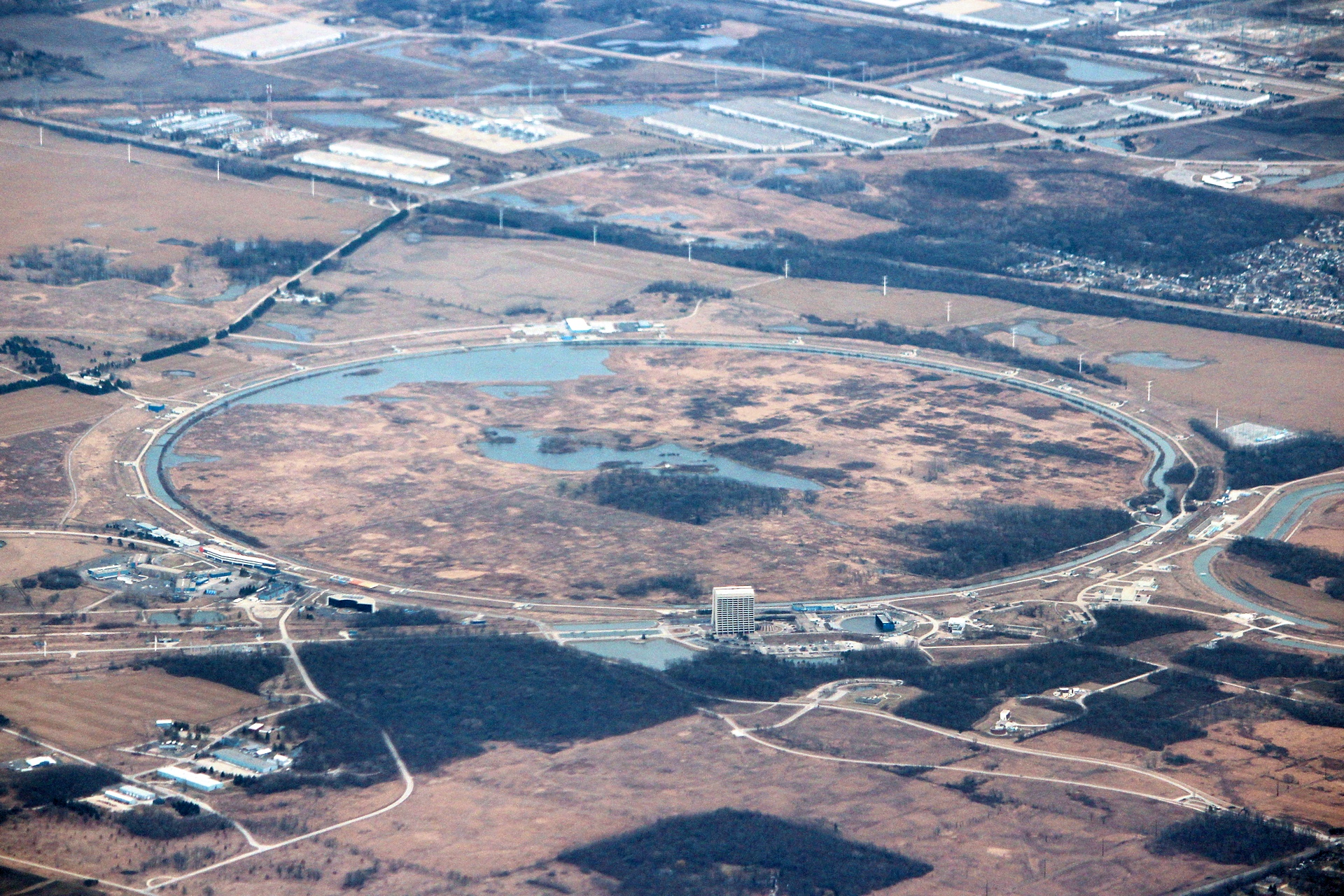
Fermi National Accelerator Laboratory

In der Teilchenphysik werden Streuexperimente durchgeführt, meist in Form von Colliding-Beam-Experimenten.
Die größten internationalen Labore für Teilchenphysik sind:
- CERN, an der französisch-schweizerischen Grenze nahe Genf. Die Hauptbeschleuniger sind der mittlerweile abgebaute LEP-Ring (Large Electron-Positron Collider) und der LHC (Large Hadron Collider).
- DESY in Hamburg (Deutschland). Hauptbeschleuniger war HERA (Außerbetriebnahme am 30. Juni 2007). Hier wurden Elektronen oder Positronen mit Protonen zur Kollision gebracht.
- SLAC, nahe Palo Alto (USA). Hauptbeschleuniger ist PEP-II, hier werden Elektronen mit Positronen zur Kollision gebracht.
- Fermilab, nahe Chicago (USA). Hauptbeschleuniger war das Tevatron (Außerbetriebnahme am 30. September 2011), das Protonen mit Antiprotonen zur Kollision brachte.
- Brookhaven National Laboratory, Long Island (USA). Hauptbeschleuniger ist der RHIC (Relativistic Heavy Ion Collider), der Schwerionen (z. B. Gold) oder Protonen zur Kollision bringt.
- KEK, Tsukuba (Japan). Hauptbeschleuniger ist KEKB, jetzt erweitert zum Beschleuniger SuperKEKB, für Untersuchungen von B-Mesonen.

Darüber hinaus gibt es viele weitere Teilchenbeschleuniger, welche je nach physikalischer Fragestellung in unterschiedlichen Energiebereichen arbeiten.
Vor der Entwicklung der Beschleuniger für den GeV-Energiebereich war die einzige Quelle hochenergetischer Teilchen die kosmische Strahlung, damals meist Höhenstrahlung genannt. Viele Teilchen, z. B. Myon, Pion, Kaon, wurden zuerst in der kosmischen Strahlung entdeckt. Dazu nutzte man Messungen auf Berggipfeln oder mit photoempfindlichen Platten, die von Freiballons getragen wurden.

### Fachartikel
- Particle Data Group u. a.: Review of Particle Physics. In: Progress of Theoretical and Experimental Physics. Band 2022, Nr. 8, 8. August 2022, S. 083C01, doi:10.1093/ptep/ptac097 (englisch).
- Guido Altarelli: Particle Physics in the LHC Era and beyond. 26. Februar 2010, arxiv:1002.4957 [abs] (englisch).

### Fachbücher
- Jörn Bleck-Neuhaus: Elementare Teilchen: Von den Atomen über das Standard-Modell bis zum Higgs-Boson (= Springer-Lehrbuch). 2. Auflage. Springer Berlin Heidelberg, Berlin, Heidelberg 2013, ISBN 978-3-642-32578-6, doi:10.1007/978-3-642-32579-3.
- Bogdan Povh, Klaus Rith, Christoph Scholz, Frank Zetsche, Werner Rodejohann: Teilchen und Kerne: Eine Einführung in die physikalischen Konzepte (= Springer-Lehrbuch). 9. Auflage. Springer Berlin Heidelberg, Berlin, Heidelberg 2014, ISBN 978-3-642-37821-8, doi:10.1007/978-3-642-37822-5.
- Harald Fritzsch, Murray Gell-Mann: 50 Years of Quarks. World Scientific, 2015, ISBN 978-981-4618-09-0, doi:10.1142/9249.
- Giles Barr, Robin Devenish, Roman Walczak, Tony Weidberg: Particle Physics in the LHC Era. Oxford University Press, Oxford 2016, ISBN 978-0-19-874855-7, doi:10.1093/acprof:oso/9780198748557.001.0001 (englisch).
- Gerhard Ecker: Teilchen, Felder, Quanten: von der Quantenmechanik zum Standardmodell der Teilchenphysik. Springer Spektrum, Berlin 2017, ISBN 978-3-662-54549-2, doi:10.1007/978-3-662-54550-8.
- Brain R. Martin, Graham Shaw: Nuclear and Particle Physics. 3. Auflage. Wiley, Hoboken, NJ 2019, ISBN 978-1-119-34462-9 (englisch).
- Alexander Belyaev, Douglas Ross: The Basics of Nuclear and Particle Physics (= Undergraduate Texts in Physics). Springer International Publishing, Cham 2021, ISBN 978-3-03080115-1, doi:10.1007/978-3-030-80116-8 (englisch).

### Ältere Werke
- Emilio Segrè: Nuclei and Particles (= Advanced Book Program). 2. Auflage. Benjamin/Cummings Pub. Co., 1977 (archive.org).
- Robert N. Cahn, Gerson Goldhaber: The Experimental Foundations of Particle Physics. 2. Auflage. Cambridge University Press, 2001, ISBN 978-0-521-52147-5, doi:10.1017/CBO9780511609923 (englisch).
- David J. Griffiths: Introduction to Elementary Particles (= Physics Textbook). 2., rev. ed., 5. reprint. Wiley-VCH, Weinheim 2011, ISBN 978-3-527-40601-2 (Originaltitel: Id. 1987.).

### Fachgruppen
- Komitee für Elementarteilchenphysik (KET)

### Für Schüler und Einsteiger
- KworkQuark (DESY)
- Netzwerk Teilchenwelt
- Teilchenphysik auf Schülerniveau (LEIFIphysik)

### Ältere Informationen
- Teilchenphysik in Deutschland (Archiv-Webseite Stand 2011, gehostet von DESY, letzte Aktualisierung 2016)